# Ján (rybník)
Ján je rybník na severozápadním okraji Jevan v okrese Praha-východ ve Středočeském kraji. Rozloha rybníka je 4,3 ha. Celkový objem činí 56,0 tis. m³. Retenční objem činí 20,0 tis. m³.

## Popis
Rybník je podlouhlého tvaru, hráz je orientována jihovýchodním směrem. Jeho okolí je převážně zalesněno. Za silnicí, severovýchodně od rybníka, se nacházejí rodinné domy obklopené lesem. Silnice podél severovýchodního břehu se nazývá Pražská a je součástí Jevan. Na tuto silnici se napojuje cesta vedoucí po hrázi rybníka. U napojení obou komunikací se nalézá bezpečnostní přeliv. Dále v lese při jihozápadním břehu je další cesta, po které vede červená turistická značka a naučná stezka Voděradské bučiny. Část jihozápadního břehu tvoří hranici národní přírodní rezervace Voděradské bučiny. Rybník je napájen od severozápadu Jevanským potokem tekoucím z Vyžlovského rybníka, který dále pokračuje na jihovýchod do rybníka Švýcar. Část lesa pod hrází je zamokřená.